# Saint-Hilaire-de-Lavit
Saint-Hilaire-de-Lavit è un comune francese di 106 abitanti situato nel dipartimento della Lozère nella regione dell'Occitania.

## Società

### Evoluzione demografica
Abitanti censiti